# شث خيطي الأوراق
شث خيطي الأوراق (الاسم العلمي:Dodonaea filifolia) هو نوع من النباتات يتبع جنس الشث من الفصيلة الصابونية.